# 香嵐渓ヘビセンター
香嵐渓ヘビセンター（こうらんけいヘビセンター）は、かつて愛知県東加茂郡足助町（現在は市町村合併により豊田市）に所在したテーマパークである。

## 概要
世界中のヘビを始めとする爬虫類部門を専門に取り扱う常設展示場として1972年にオープンした。このような分野を取り扱うテーマパークとしては、中部地方唯一の施設であった。
同施設内では、コブラとマングースを闘わせるイベントや、ニシキヘビを首に巻いて記念撮影をすることが出来るイベントなどが行われていた。他に、爬虫類とは特に関連がないが、ゴールドカメラ展なるイベントなども催されていた。このようなイベントは、当時中京広域圏内で放送されていた同施設のテレビCMなどによって宣伝された。毎年10万人の客が訪れ、マニアだけでなく一般の観光客からも愛された。東海ラジオ放送では同施設のCMが多く流れていた。
しかし、営業収支の問題や、ワシントン条約によって、思うように展示動物達の補充が出来なくなったことなどにより、1993年11月に閉鎖した。温泉保養施設「香嵐渓　岩神之湯（やがみのゆ）」として営業していたが、こちらも経営難から2008年6月1日に閉店した。